# Weit ist der Weg (EP)
Weit ist der Weg ist das elfte Extended-Play-Album des österreichischen Schlagersängers Freddy Quinn, das im Oktober 1960 im Musiklabel Polydor (Nummer 21 318 EPH) erschien.

## Plattencover
Auf dem Plattencover ist Freddy Quinn zu sehen, während er aus dem rückseitigen Fenster einer Straßenbahn mit Oberleitung schaut.

## Musik
Die Lieder sind Originalaufnahmen aus dem Film Weit ist der Weg mit Freddy Quinn in der Hauptrolle. Weit ist der Weg La Guitarra Brasiliana wurden von Günter Loose und Lotar Olias sowie Samba-Fieber von Lotar Olias geschrieben. La botella stammt aus der Feder von Freddy Quinn.
Weit ist der Weg / La Guitarra Brasiliana wurde im September 1960 als Single veröffentlicht und kam in den deutschen Charts auf Platz vier, in den belgischen Charts auf Platz acht und in den niederländischen Charts auf Platz 14.
La Guitarra Brasiliana / Weit ist der Weg wurde ebenfalls 1960 veröffentlicht und kam in den deutschen Charts auf Platz 16.
In Argentinien wurde die Single La Guitarra Brasileña / La botella veröffentlicht.

## Titelliste
Das Album beinhaltet folgende vier Titel:
- Seite 1

1. Weit ist der Weg
2. Samba-Fieber

- Seite 2

1. La Guitarra Brasiliana
2. La botella